# Las Lagunas (Comunidad de Daroca)
Las Lagunas fue una aldea de la Comunidad de Daroca situada entre los término de Alfamén y de Cariñena. Perteneció a la Sesma de Langa hasta su despoblación.

## Toponimia
El topónimo Las Lagunas es un topónimo transparente. La zona estaba caracterizada por diversas lagunas dado su carácter endorreico, de las que hoy en día persisten ejemplos como la Laguna de Gallocanta y la Laguna Negra o Laguna de Bezas. El uso del término como topónimo dio origen a la vecina Lagueruela.
En el término municipal de Cariñena persisten varios microtopónimos relacionados con esta aldea, como el vértice geodésico de Lagunas y el santuario de la Virgen de Lagunas.

## Historia
Es probable que la zona hubiera ya sido explotada por una alquería musulmana antes del siglo XII, si bien parece que tras la Reconquista apenas fuera explotada por unos pocos agricultores mediante una almunia, probablemente dependientes de la abadía de Lagata. Consta que el obispado de Zaragoza dio exenciones del diezmo a esta pequeña población a cambio de la construcción de una iglesia, tratando de fijar y cristianizar la población. Al mismo tiempo constan pleitos entre estos habitantes, dependientes de la justicia señorial, y los vecinos de la comunidad de Daroca, de realengo. Finalmente en 1293 la comunidad de aldeas adquirió Lagunas a Sancho de Orta, su último señor.
La localidad fue entonces refundada a principios del siglo XIV, en el marco de una expansión demográfica que llevó a la colonización de nuevas extensiones en Aragón. Desde la plega o asamblea de 1316, la comunidad de aldeas de Daroca emprendió un proceso de refundación, deslinde y roturación de espacios que permitieran la expansión agraria, siendo la Sesma de Langa y Campo Romanos, en su frontera norte, una de las principales zonas de actuación.
La desecación de la laguna existente y que daba nombre al término era una de las formas típicas de ganar tierra cultivable en el periodo y permitir una expansión de esta población. Ello permitió la división y asignación de quiñones o lotes para los nuevos colonos que aumentaran la producción de cereal y vid. Gracias a eso se pasó de veinticuatro familias a treinta y nueve. La antroponimia de los nuevos pobladores apunta a que fueron probablemente vecinos de las localidades próximas. La refundación incluyó la extensión del derecho de montes públicos de la comunidad, concediéndose a los habitantes de la localidad el uso de La Matilla, la construcción de un horno y probablemente la creación de un nuevo espacio central para la población.
La colonización no fue particularmente exitosa y ya en 1328 constan quejas por la falta de pastos para el ganado. La peste negra, la guerra de los Dos Pedros y la presión fiscal subsiguiente supusieron un fuerte revés demográfico en la zona, particularmente perjudicial para aldeas poco defendibles como Lagunas. En las plegas de 1373 y 1387 la localidad consta con menos fuegos y parece que varios de sus antiguos vecinos se habían asentado en otras localidades. Para 1414 la localidad desaparecido de los monedajes y censos y constan menciones de que sus casas estaban en ruinas si bien en documentos de las décadas siguientes aún se indica la adquisición de derechos sobre sus diezmos por parte del Monasterio de Santa Fe de Huerva.
Buena parte del término de Lagunas sería absorbido por la vecina Cariñena, con la antigua iglesia de la localidad siendo reconvertida en la ermita de la Virgen de Lagunas.